# Museo Infantil (Chile)
El Museo Infantil es un museo ubicado en el Parque Quinta Normal en la ciudad de Santiago, Chile. Es administrado por la Corporación Privada para la Divulgación de la Ciencia y Tecnología (Corpdicyt). Está orientado a menores de 2 a 13 años de edad.
Está instalado en la Casa Obrecht, inmueble de arquitectura victoriana, inaugurada en 1875 y habitada en sus inicios por el astrónomo e ingeniero francés Jean Albert Obrecht Hubert, que trabajaba en el Observatorio Astronómico Nacional.
Comenzó a funcionar en 1985. En 1993 fueron añadidas salas interactivas. Se exhibían juguetes muñecas, autos, trenes y soldaditos de plomo de antaño. Actualmente se encuentra cerrado a causa de los daños ocasionados por el terremoto del 27 de febrero de 2010.
Su primera directora fue Irene de la Jara, quien hoy se desempeña como Encargada de Educación en la Subdirección Nacional de Museos de Chile.[cita requerida]